# Антон
Анто́н (також укр.  Антін) від лат. Antonius — чоловіче ім'я латинського походження. Слов'янізована форма імені Антоній (Антонін). Походить від назви давньоримського роду Антоніїв (лат. Antonius). За іншою версією, має зв'язок із дав.-гр. αντεω, ανταω («боротися», «вступати до бою», «готовий до бою») — один із особистих епітетів давньогрецького бога рослинності, виноробства та веселощів Діоніса.
Розмовні форми: Тоха, Антоха, Тося, Антоша, Антось, Антосько та інші.
По батькові: Антонович, Антонівна.
Прізвища, що походять від імені Антон: Антоненко, Антонюк, Антонов, Антонів, Антонець, Антонік.

## Іменини

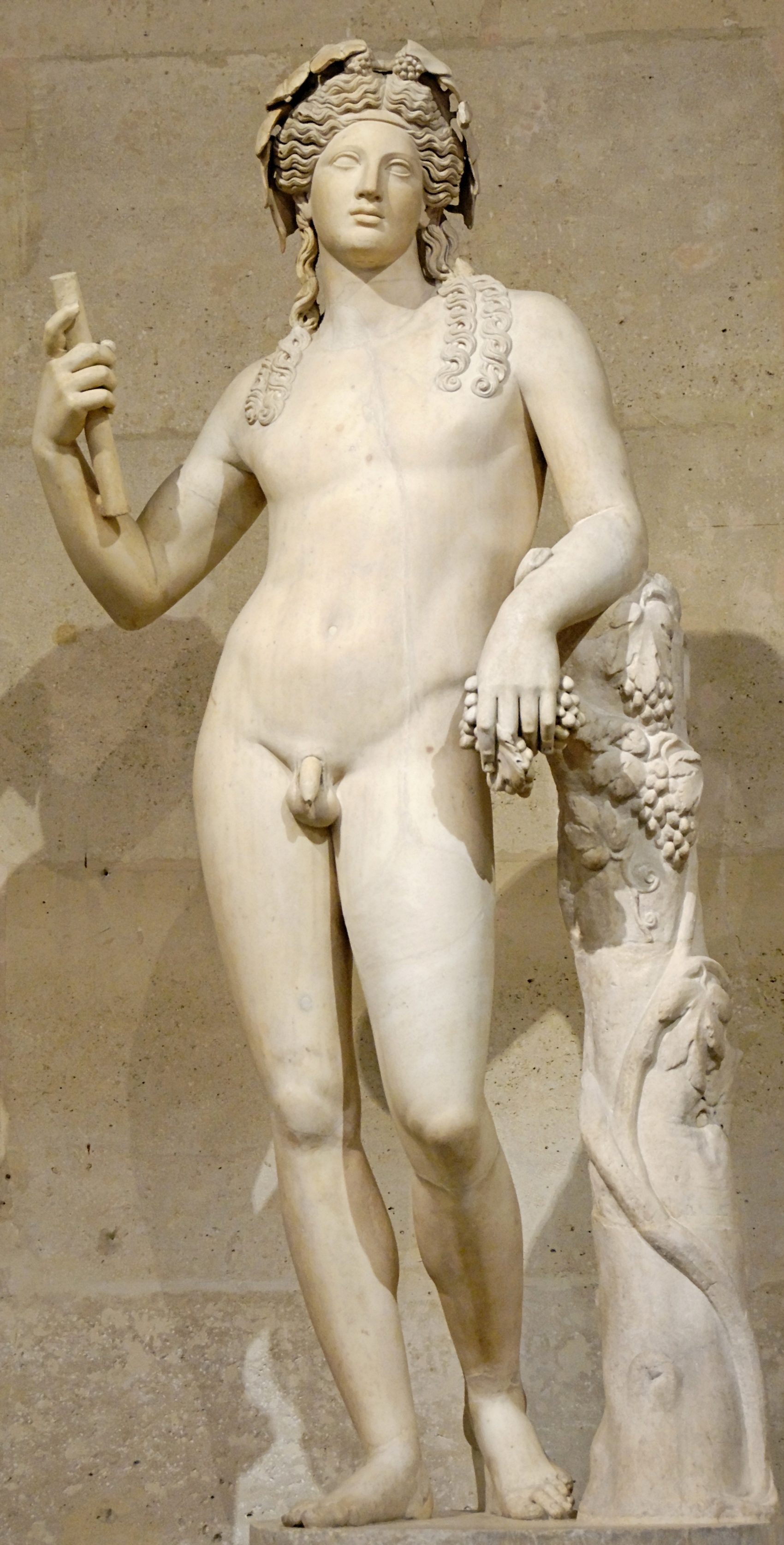
Давньогрецький бог вина і веселощів Діоніс

17 січня, 12 лютого, 14 квітня, 12 травня,  10 липня, 24 липня, 3 серпня, 10 серпня, 2 вересня, 10 жовтня, 9 листопада, 7 грудня.

## Іншомовні аналоги
В інших мовах імені Антон відповідають імена:
- англійська — Anthony, Antony
- білоруська — Антон
- болгарська — Антон, Анто
- угорська — Antal
- грецька — Αντώνιος
- іспанська — Antonio, Antón
- італійська — Antonio
- німецька — Anton, Antonius
- польська — Antoniusz, Antoni
- румунська — Antoniu, Antonie
- португальська — Antônio, António, Antão
- латинська — Antonius
- російська — Антон
- фінська — Anton, Antton, Anttoni
- французька — Antoine
- чеська — Anton
- нідерландська — Anton, Antoon, Antoni
- сербська — Антоније
- сербська — Антоније
- іврит (по звучанню) — Йонатан, Натан (Наті), Натаніель.

## Відомі особи на ім'я Антон
- Антін Ангелович — український релігійний діяч, освітній і політичний діяч, ректор Львівського університету (1796—1797). Єпископ Української Греко-Католицької Церкви; з 25 вересня 1808 року 1-й греко-католицький Митрополит Галицький, Архієпископ Львівський і Єпископ Кам'янецький — предстоятель Української Греко-Католицької Церкви.
- Антін Головатий — кошовий отаман, командувач Чорноморської козацької флотилії,
- Антін Жданович — український військовий діяч періоду Хмельниччини, генеральний суддя.
- Антін Крушельницький — український письменник, літературний критик і літературознавець, педагог, міністр освіти УНР.
- Антін Мухарський — сучасний український актор, телеведучий, шоумен, музикант.
- Антон Чехов — російський драматург і прозаїк українського походження.
- Антон Макаренко — український та радянський педагог і письменник.
- Антон Осинський — львівський скульптор доби рококо.
- Антон Кохановський — барон, бургомістр Чернівців.
- Антон Крушельницький — український співак, диригент, збирач фольклору.
- Антон Денікін — російський генерал білої Добровольчої армії.
- Антон Фоккер — видатний авіаконструктор.
- Антон Веберн — австрійський композитор, диригент.